# Willi Knesebeck
Willi Knesebeck (Berlino, 31 marzo 1887 – 18 settembre 1956) è stato un calciatore tedesco, di ruolo centrocampista.